# Hemitrichapion (Lotapion)
Hemitrichapion (Lotapion) – podrodzaj chrząszczy z rodziny pędrusiowatych i podrodziny Apioninae. Obejmuje dwa opisane gatunki.

## Morfologia
Głowa ma punktowanie na ciemieniu nie sięgające dalej niż połowa długości oczu. Ryjek ma część przednią punktowaną aż po okolicę szczytu, niemal łysą, jedynie z nielicznymi, bardzo drobnymi, półwzniesionymi, ciemnymi szczecinkami przy wierzchołku. U samca w widoku grzbietowym przednia część ryjka ma boki wklęśnięte i przy szczycie jest rozszerzona. Rowki na spodzie ryjka pozbawione są łusek.
Na przedpleczu wszystkie włoski skierowane są dośrodkowo. Pokrywy są podługowato-owalne i najszersze w połowie. Odnóża samca mają nieuzbrojone golenie. Stopy mają płaty członu trzeciego zwyczajnie wykształcone, nieskrócone.
Szew pomiędzy pierwszym i drugim spośród widocznych sternitów odwłoka wgłębiony jest jedynie po bokach. U samca na pierwszym sternicie nie występuje pośrodkowy guzek. Samcze pygidium ma listewkę krawędzi wierzchołkowej pośrodku lekko falistą. Genitalia samca cechuje tegmen o średnio wydłużonych płatach parameroidalnych rozdzielonych pośrodkowym wcięciem sięgającym do wysokości nasadowych krawędzi okienek. Wierzchołkowy brzeg prostegium jest ścięty i zafalowany. Środkowy płat edeagusa (prącie) ma wierzchołek w widoku bocznym prosty, a widoku grzbietowym prawie ścięty. W wierzchołkowej części endofallusa obecne są jedynie nieliczne, rozproszone ząbki lub mikroskopowe kolce (spikule).

## Ekologia i występowanie
Postacie dorosłe są fitofagami bobowatych z rodzaju komonica. Larwy najpewniej również rozwijają się w tych roślinach.
Podrodzaj palearktyczny, znany z Portugalii, południowo-zachodniej Hiszpanii, przybrzeżnych rejonów Maroka i Makaronezji.

## Taksonomia
Takson ten wprowadzony został w 1990 roku przez Miguela Á. Alonsa-Zarazagę na łamach czasopisma „Graellsia” jako jeden z czterech podrodzajów w obrębie rodzaju Hemitrichapion. Nazwa to połączenie nazw rodzajów Lotus (komonica) i Apion (pędruś).
Do podrodzaju zalicza się dwa opisane gatunki:
- Hemitrichapion sandovali (Ferragu, 1957)
- Hemitrichapion wagneri (Flach, 1906).

Gatunkiem typowym wyznaczono drugi z wymienionych.